# Бежаев, Иван Осипович
Иван Осипович Бежаев (6 декабря 1918 — 27 июля 2010, Москва) — деятель советских спецслужб, криптограф, генерал-лейтенант.

## Биография
Окончил механико-математический факультет МГУ в 1939, после чего поступил в аспирантуру НИИ механики МГУ, которую закончил после перерыва на службу в рядах Красной Армии. Кандидат физико-математических наук, доцент. С 1951 — в Специальной службе, проработал в ней более 40 лет на различных руководящих должностях, вплоть до заместителя руководителя. Лауреат Государственной премии. Почётный сотрудник госбезопасности. Награждён семью орденами (Ленина, Октябрьской революции, Отечественной войны 1 степени, двумя орденами Трудового Красного Знамени и двумя орденами Красной Звезды) и многими медалями.